# 1. division 1988
La 1. Division 1988 è stata la 75ª edizione della massima serie del campionato danese di calcio conclusa con la vittoria del Brøndby, al suo terzo titolo.
Capocannoniere del torneo fu Bent Christensen Arensøe (Brøndby) con 21 reti.

## Classifica finale
|    | Classifica        | G  | V  | N  | P  | GF | GS | DR  | Pti |
| -- | ----------------- | -- | -- | -- | -- | -- | -- | --- | --- |
| 1  | Brøndby           | 26 | 17 | 6  | 3  | 57 | 22 | +35 | 40  |
| 2  | Næstved           | 26 | 13 | 9  | 4  | 41 | 26 | +15 | 35  |
| 3  | Lyngby            | 26 | 15 | 5  | 6  | 41 | 27 | +14 | 35  |
| 4  | B 1903            | 26 | 12 | 8  | 6  | 44 | 27 | +17 | 32  |
| 5  | Vejle             | 26 | 10 | 10 | 6  | 36 | 24 | +12 | 30  |
| 6  | Odense            | 26 | 12 | 5  | 9  | 47 | 36 | +11 | 29  |
| 7  | Herfølge BK       | 26 | 11 | 7  | 8  | 30 | 30 | 0   | 29  |
| 8  | AGF               | 26 | 11 | 6  | 9  | 37 | 29 | +8  | 28  |
| 9  | Silkeborg IF (*)  | 26 | 11 | 4  | 11 | 39 | 35 | +4  | 26  |
| 10 | Ikast FS          | 26 | 8  | 6  | 12 | 35 | 39 | -4  | 22  |
| 11 | Aalborg BK        | 26 | 8  | 6  | 12 | 33 | 50 | -17 | 22  |
| 12 | Brønshøj BK       | 26 | 8  | 4  | 14 | 38 | 48 | -10 | 20  |
| 13 | KB                | 26 | 3  | 2  | 21 | 27 | 66 | -39 | 8   |
| 14 | Randers Freja (*) | 26 | 2  | 4  | 20 | 28 | 74 | -46 | 8   |

(*) Squadre neopromosse

## Verdetti
- Brøndby Campione di Danimarca 1988.
- Brøndby ammesso alla Coppa dei Campioni 1989-1990.
- Næstved IF ammessa alla Coppa UEFA 1989-1990.
- KB e Randers Freja retrocesse.